# Лебурцхила
Лебурцхила (груз. ლებურცხილა) — село в Грузии, на территории Местийского муниципалитета края (мхаре) Самегрело-Верхняя Сванетия.

## География
Село находится в северо-западной части Грузии, на правом берегу реки Ингури, на расстоянии приблизительно 53 километров (по прямой) к юго-западу от посёлка городского типа Местиа, административного центра муниципалитета. Абсолютная высота — 711 метров над уровнем моря.

## Население
По результатам официальной переписи населения 2014 года в Лебурцхиле проживало 34 человека (19 мужчин и 15 женщин). В национальной структуре населения грузины составляли 100 %.
| Год  | Население, человек |
| ---- | ------------------ |
| 2002 | 71                 |
| 2014 | ↘ 34               |